# Kaštanovník setý
Kaštanovník setý (Castanea sativa Mill.) nazývaný též kaštanovník jedlý (či lidově jedlý kaštan) je opadavý listnatý strom z čeledi bukovité (Fagaceae).

## Synonyma
- Castanea vesca Gaertner
- Castanea vulgaris Lam.

## Popis
Kaštanovník setý dorůstá výšky 20–25 m a má širokou vejčitou korunu. Tloušťka jeho kmene někdy přesahuje až 2 m. Dožívá se věku 500 až 600 let, ve střední Evropě kolem 200 let, v západní Asii se může dožít až 1000 let. Borka je v mládí hladká, olivově hnědá, která se časem mění v hnědošedou rozpukanou.
Listy jsou na větvičce uspořádané střídavě, list na vrcholu větvičky je největší. Mají tvar podlouhlé elipsy. Každý postranní nerv na listu je zakončený ostnem. Svrchu jsou listy tmavě zelené a zespodu světle zelené.
Kvete v květnu a v červnu. Je to rostlina jednodomá; květy má jednodomé a jednopohlavní. Rostlina je převážně cizosprašná, lépe plodí, pokud je v okolí dva a více stromů. Plody jsou nažky (kaštany neboli maróny) po 2–3 v pichlavém obalu, který puká čtyřmi švy. Jsou lesklé, tmavě hnědé a dozrávají v září. Semena jsou jedlá, jí se po upečení nebo uvaření, obsahují hodně škrobu, cukru a bílkovin.

## Areál rozšíření
Nejvíce se pěstují v jižní Evropě a v Přední Asii. V Česku se mu nejlépe daří na teplých svazích ve vinařských oblastech. Jeho dřevo je těžké, pevné, tvrdé, pružné a houževnaté.
Nevýhodou kaštanovníku je, že patří mezi silné alergeny. Neměl by být proto vysazován v blízkosti obydlí a úřadů, spíše v sadech, hájích a lesích. Děti by si pod kvetoucím kaštanovníkem neměly hrát.

## Použití
Plod je známá pochoutka po celé Evropě. Obvykle se tepelně upravují naříznutím na špičce do kříže a krátkým opečením na horké plotně, ale mohou se i rozemlít a vzniklá mouka slouží k přípravě pečených zákusků.
Jedlé kaštany mají vyšší energetickou (kalorickou) hodnotu než brambory. V jižní Evropě kaštany lidé pojídají se zeleninou, s masem nebo s máslem a sýrem. Světové kuchyně znají např. kaštanovou kaši ke zvěřině, kaštanové pyré se šlehačkou, kaštanový pudink, kaštany v čokoládě, glazované kaštany (tj. kandované kaštany, z francouzského Marrons glaçés) aj.
Ze stromů kaštanovníku se získává tanin. Z taninu se vyrábí extrakty pro farmacii, výživu zvířat, výrobu vína a brandy a kožedělný průmysl.

## Ohrožení
Od 90. let 20. století se na Slovensku a po roce 2000 i v ČR objevila rakovina kůry, což je houbovité onemocnění, které se projevuje prosycháním od vrcholku koruny, kdy zaschlé listí neopadá. Mohou být napadnuty jak jednotlivé větve, tak i celý kmen. Na hladkém kmeni a větvích se první příznaky projevují barevnou změnou kůry. Kůra se zprvu zbarvuje dočervena jako důsledek nekrózy kambia. Borka postupně podélně praská a odlupuje se. Závažný problém je zejména v Severní Americe.

## Sklizeň kaštanů
Hlavní sklizeň jedlých kaštanů probíhá v říjnu. Sběr plodů kaštanovníku se provádí ručně. Nejmenší plody poslouží jako surovina pro mletí kaštanové mouky. Velké a střední plody se dále zpracovávají, případně jsou po tepelné úpravě konzumovány. Pro odstranění parazitů uvnitř plodů se kaštany máčí v 50 °C vodě a následně ochladí. Tímto procesem se také prodlužuje jejich trvanlivost. Dnes se tedy nemusí skladovat pouze sušené plody.

## Produkce
Celosvětová produkce v roce 2021 činila 2 269 924 tun kaštanů, z čehož byla ale jen část plodů kaštanovníku setého. Ve Východní Asii a Portugalsku se pěstují především čínské (Castanea mollissima) a japonské (Castanea crenata) kaštany.
Tabulka úvádí přehled pěti největších producentů kaštanů na světě, kteří v roce 2021 vypěstovali celkem 92,8 % celkové světové produkce.
| Pořadí | Stát            | Množství (v t) |
| ------ | --------------- | -------------- |
| 1      | Čína            | 1 703 653      |
| 2      | Španělsko       | 187 680        |
| 3      | Bolívie         | 81 327         |
| 4      | Turecko         | 77 792         |
| 5      | Jižní Korea     | 54 973         |
|        | Top Five        | 2 105 425      |
|        | Zbývající státy | 164 499        |

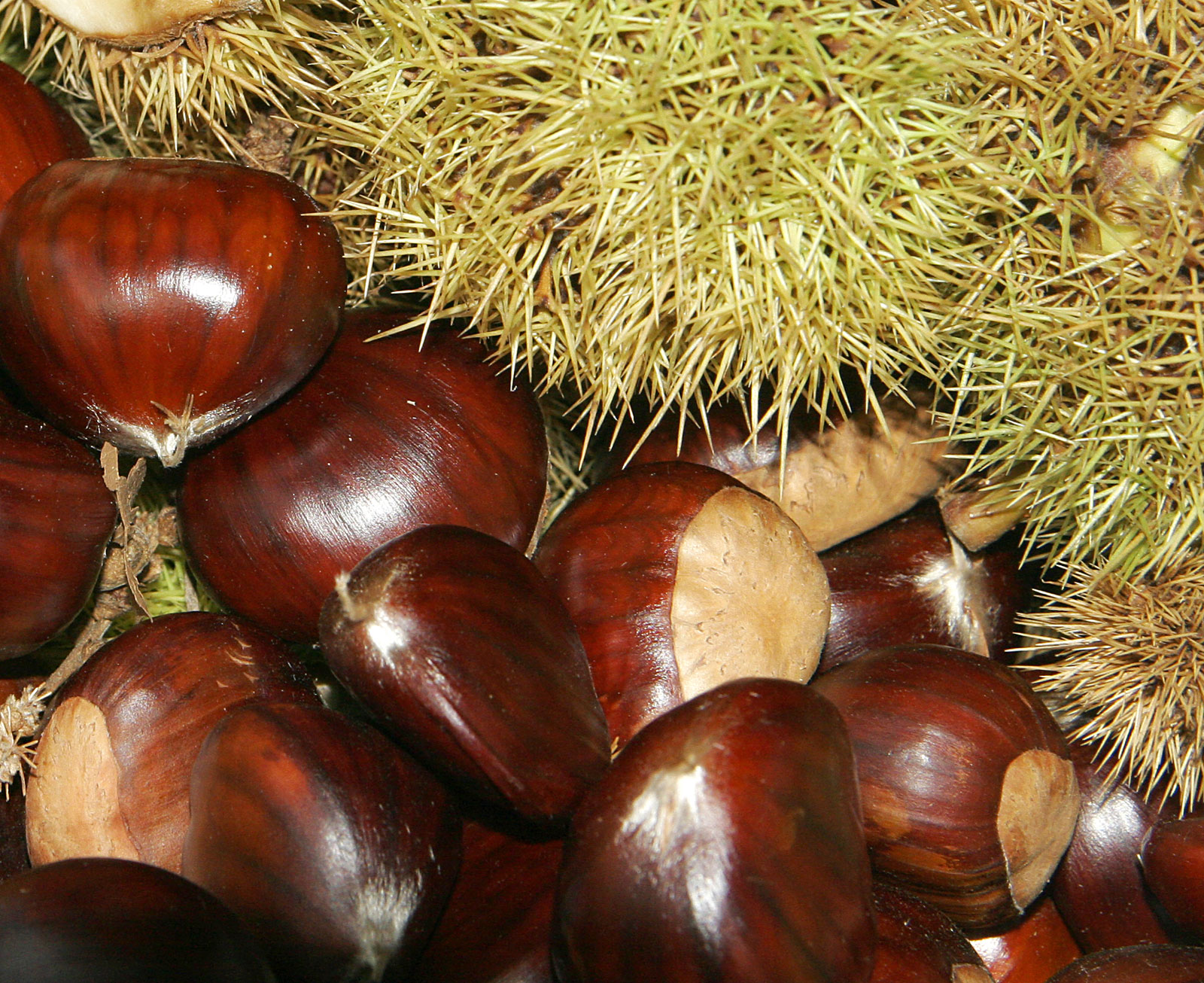
Rozpukané plody
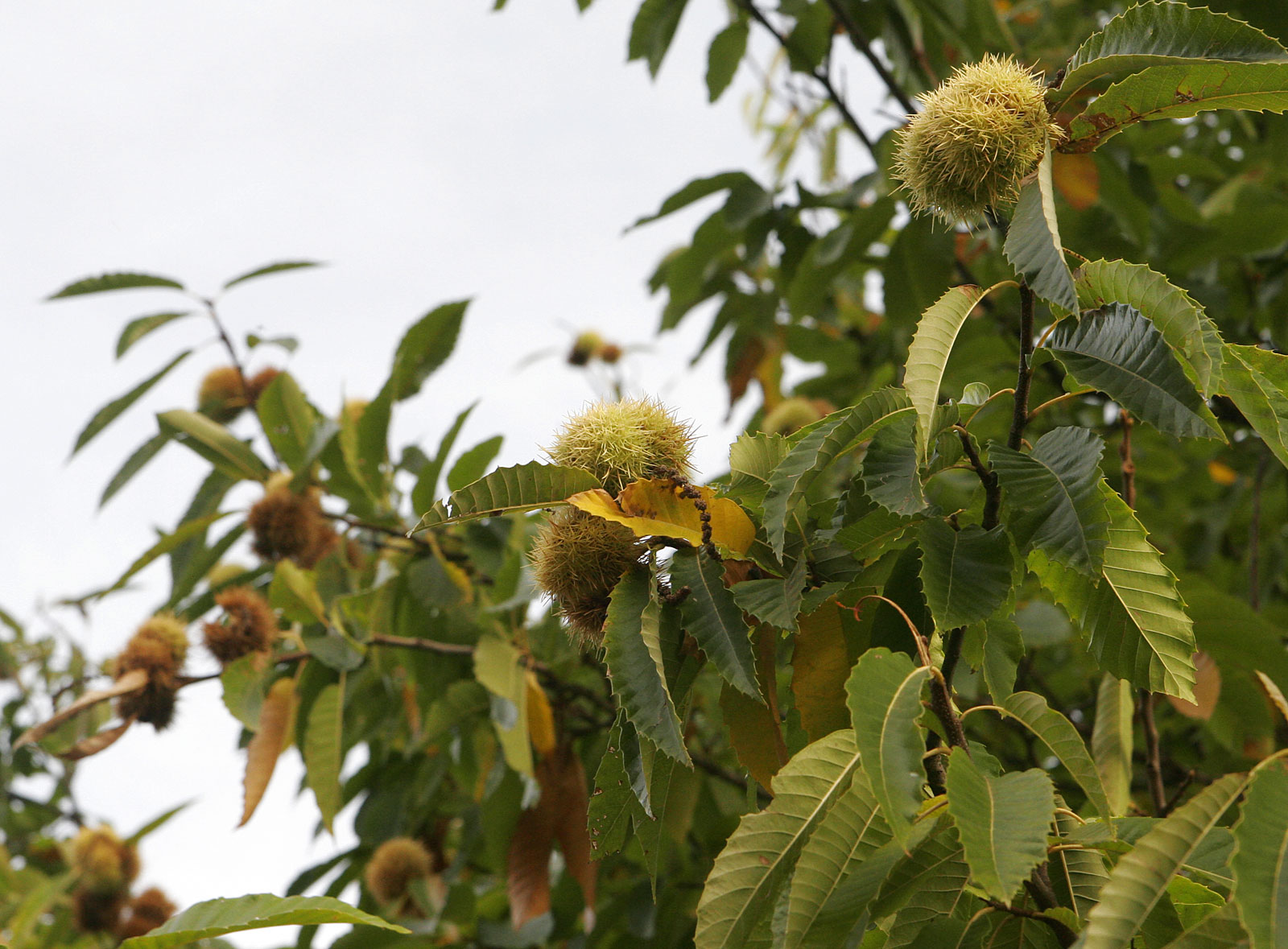
Plody na stromě
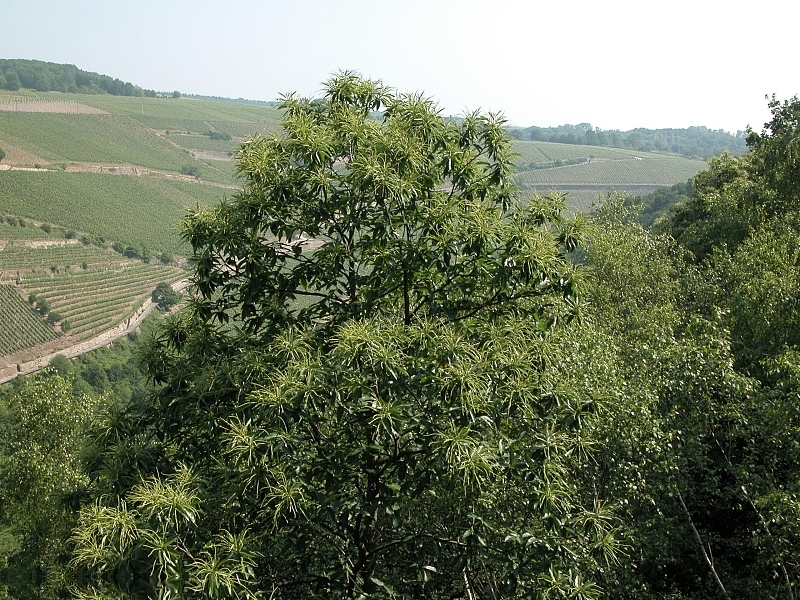
Habitus koruny
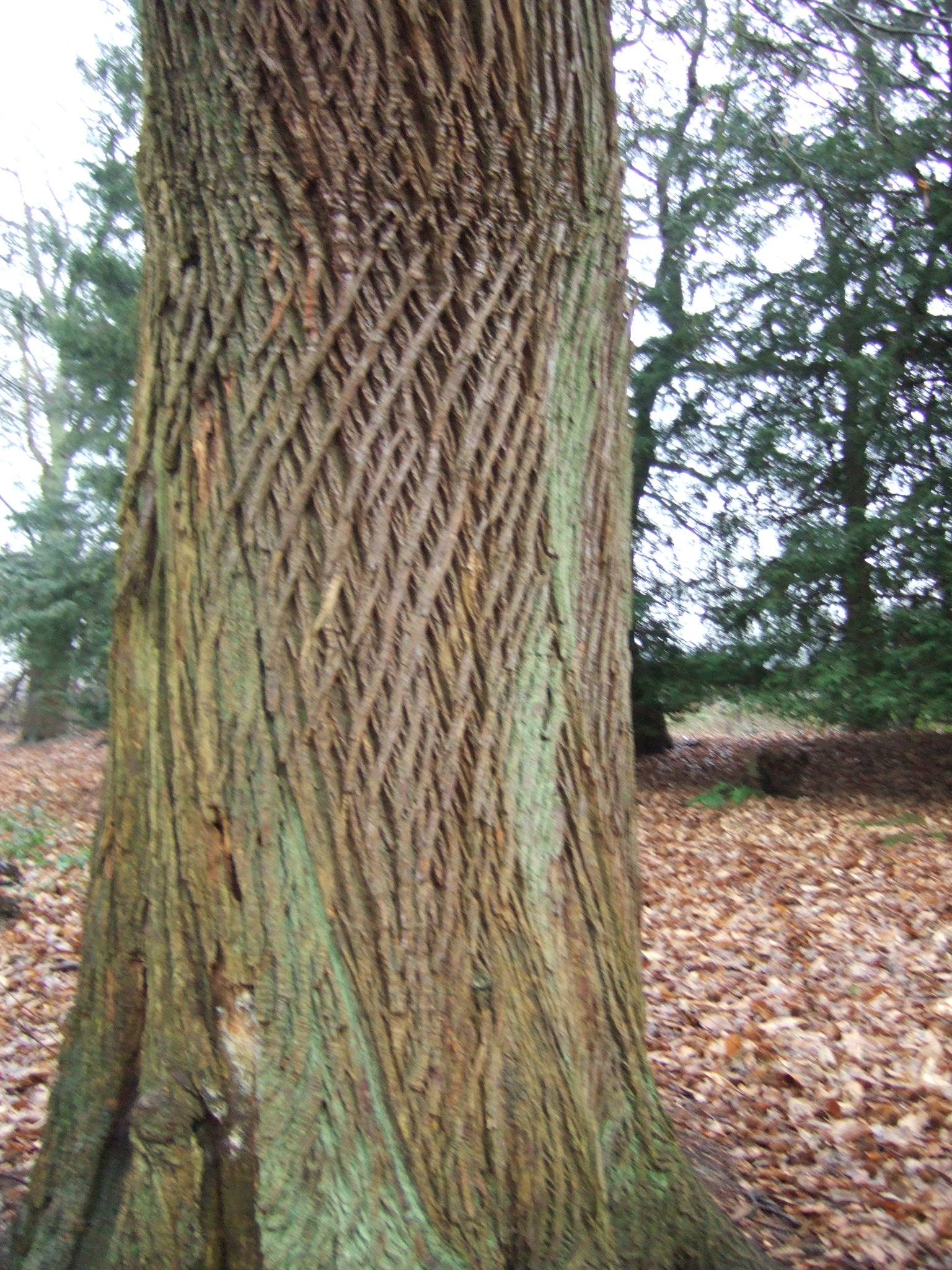
Borka
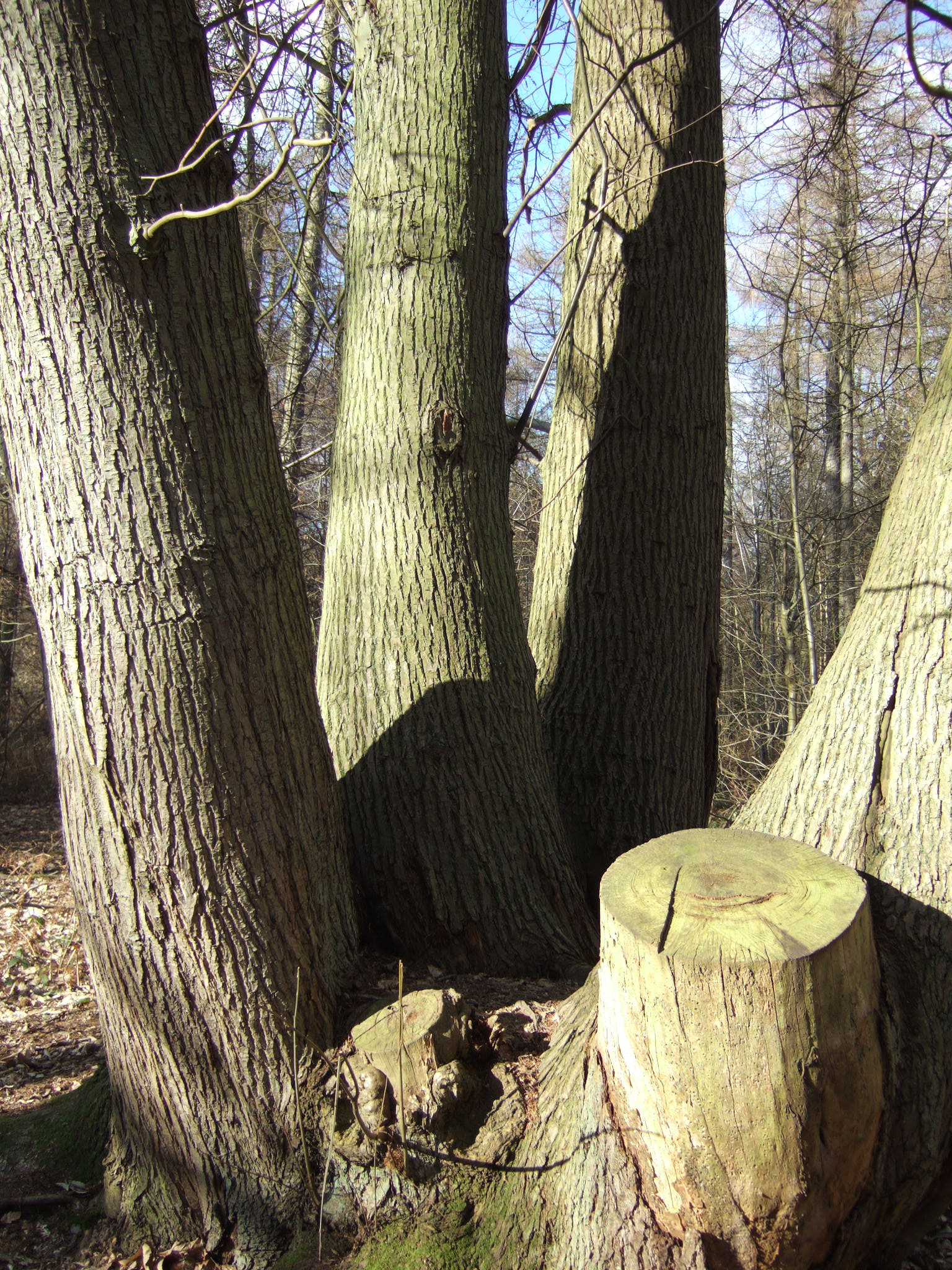
Kmen
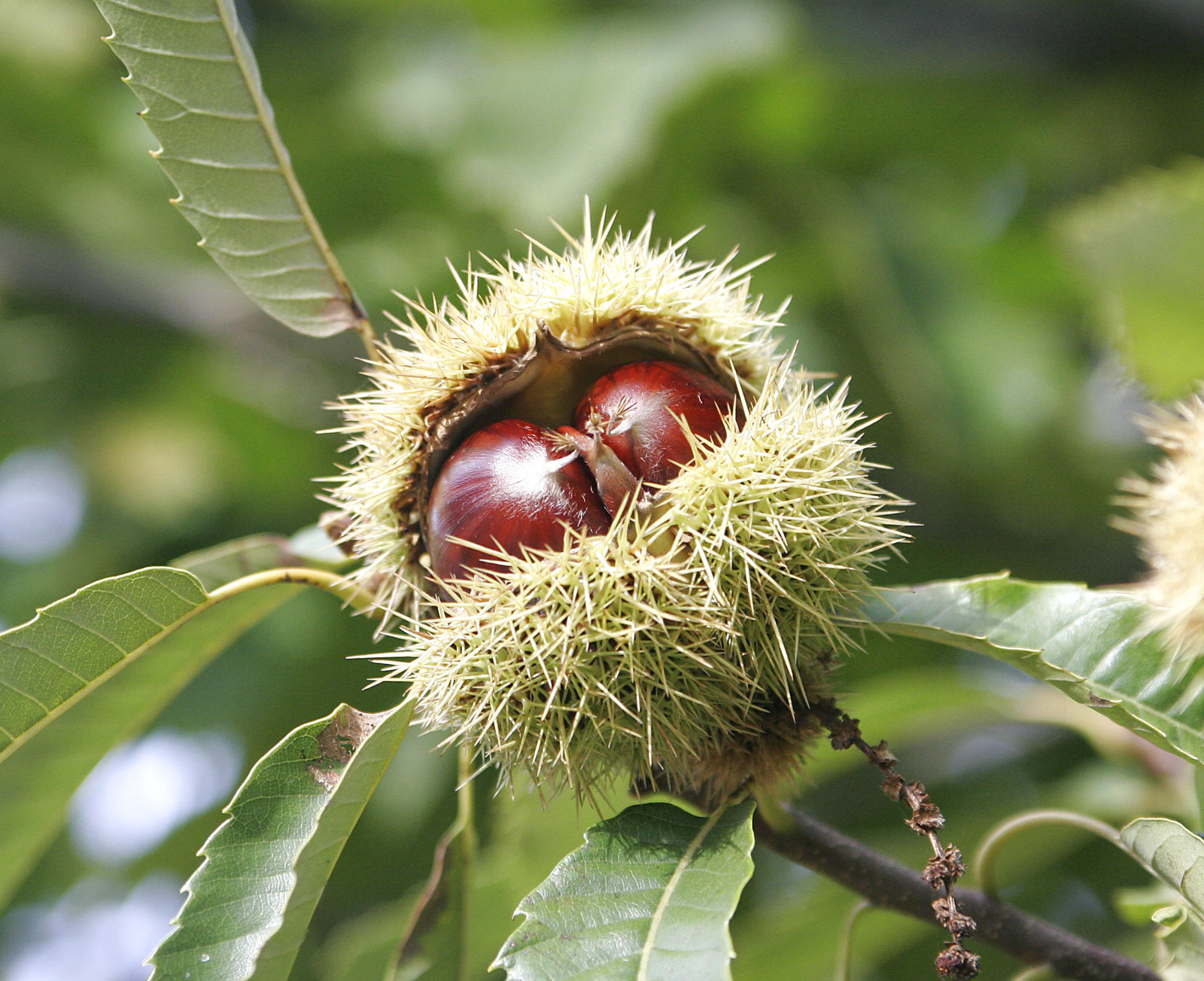
Rozpukaný plod
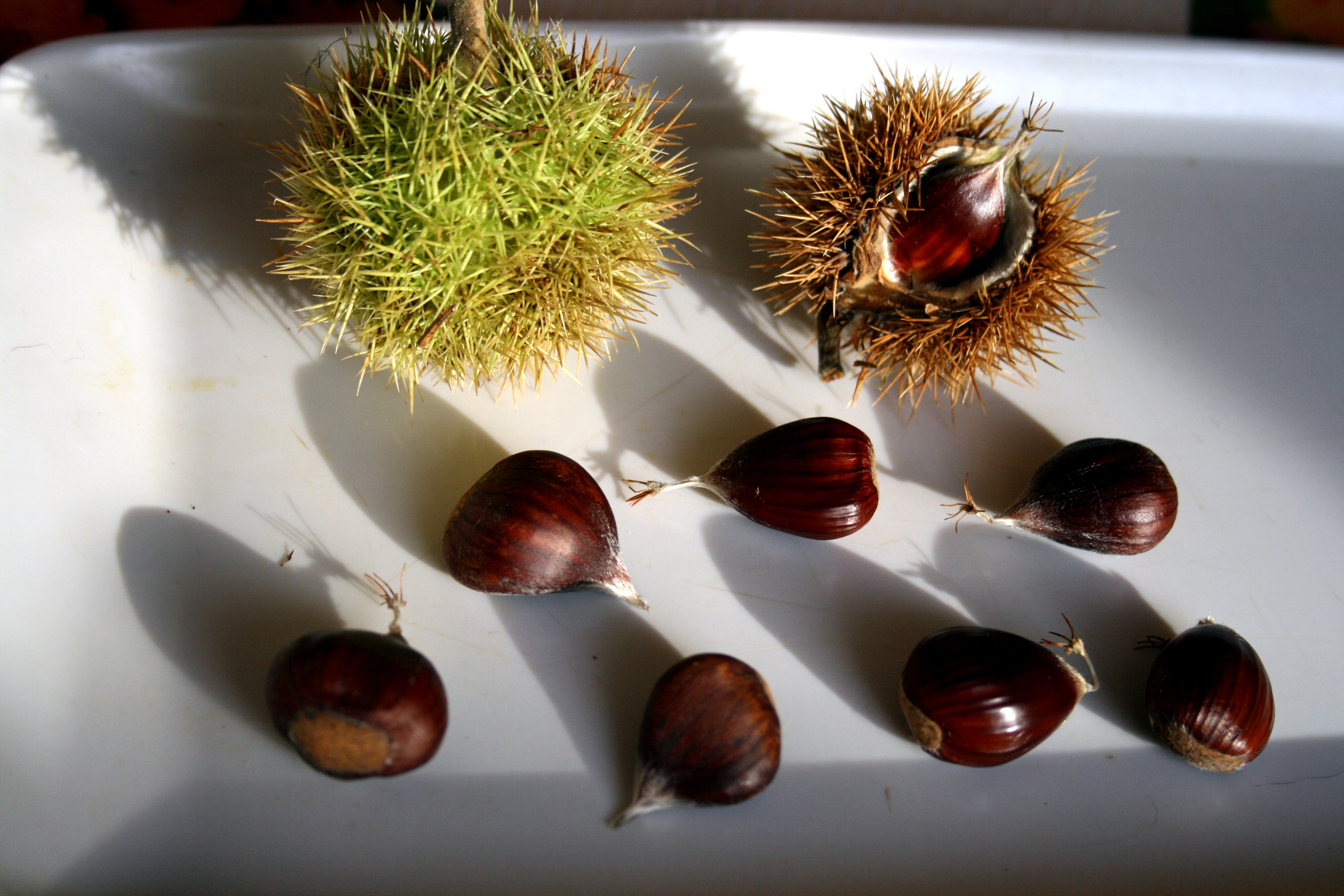
Plody ve slupce a po vyloupnutí
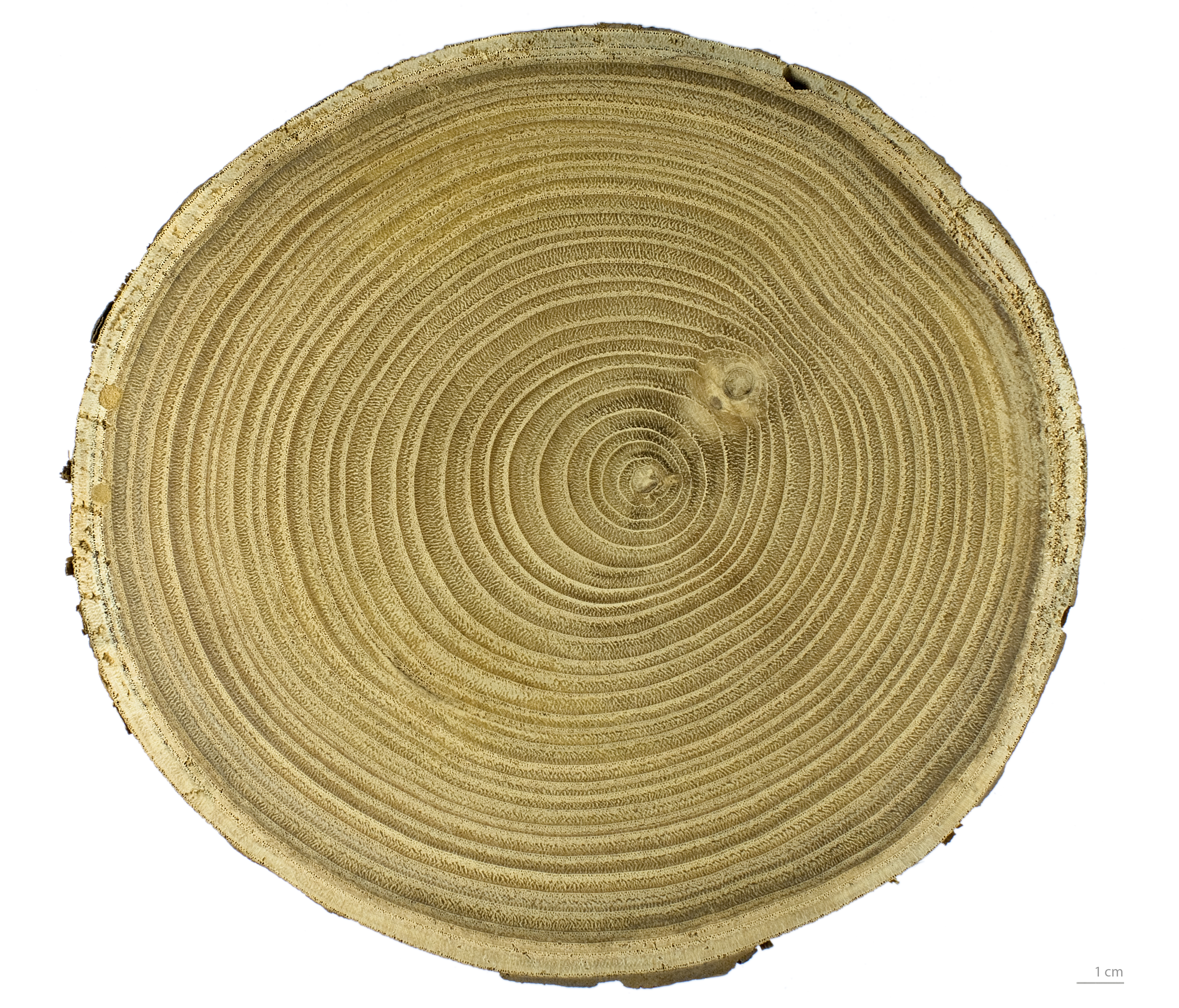
Dřevo na řezu
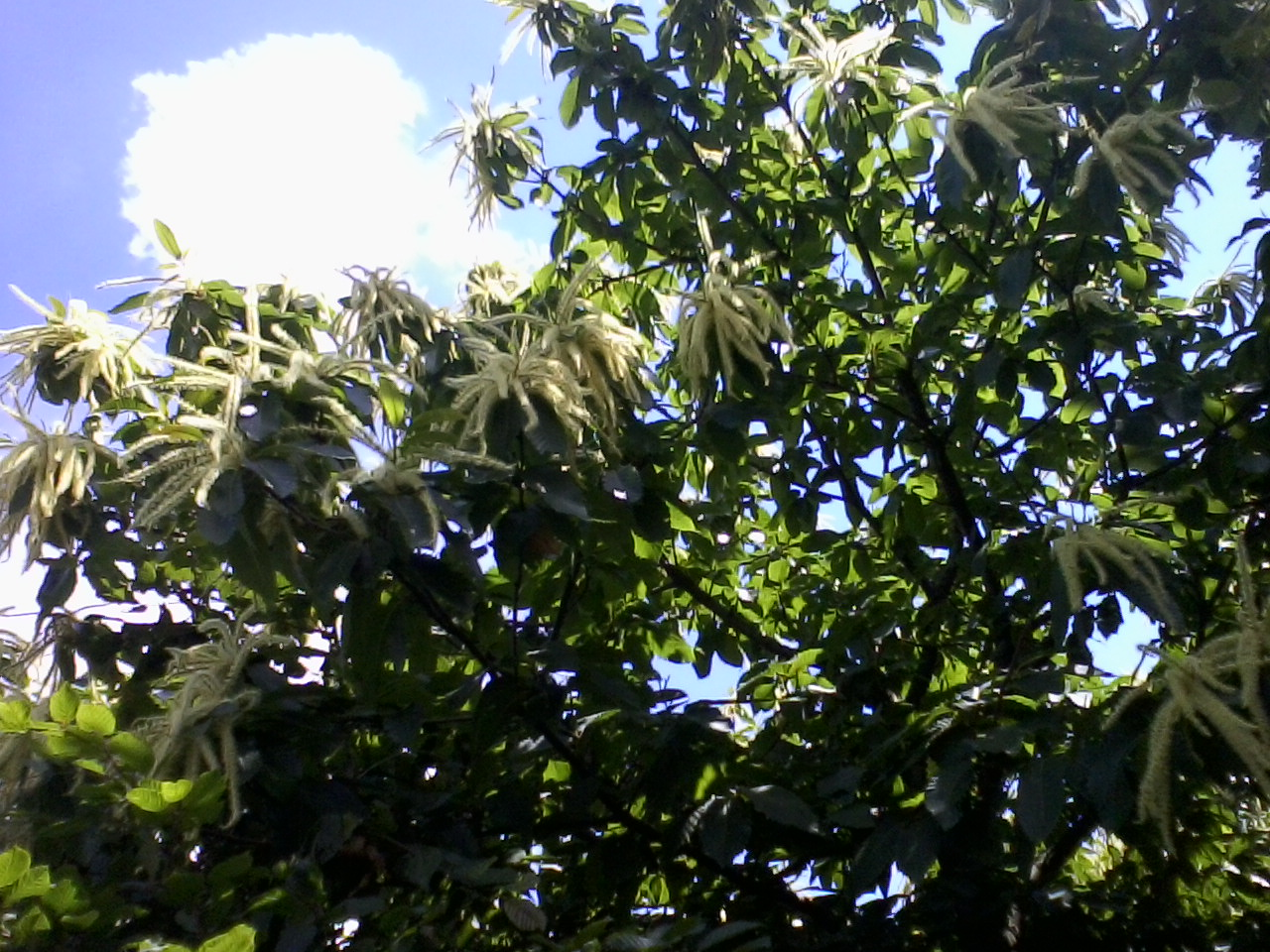
Květy (červen)